# Accident ferroviaire de Fiumarella
La catastrophe ferroviaire de Fiumarella a été l'un des incidents les plus graves de l'histoire des chemins de fer italiens. Elle s'est produite vers 7 h 45 le 23 décembre 1961, sur le viaduc ferroviaire de Fiumarella, près de Catanzaro, dans la région de Calabre, dans le sud de l'Italie. 

## Histoire

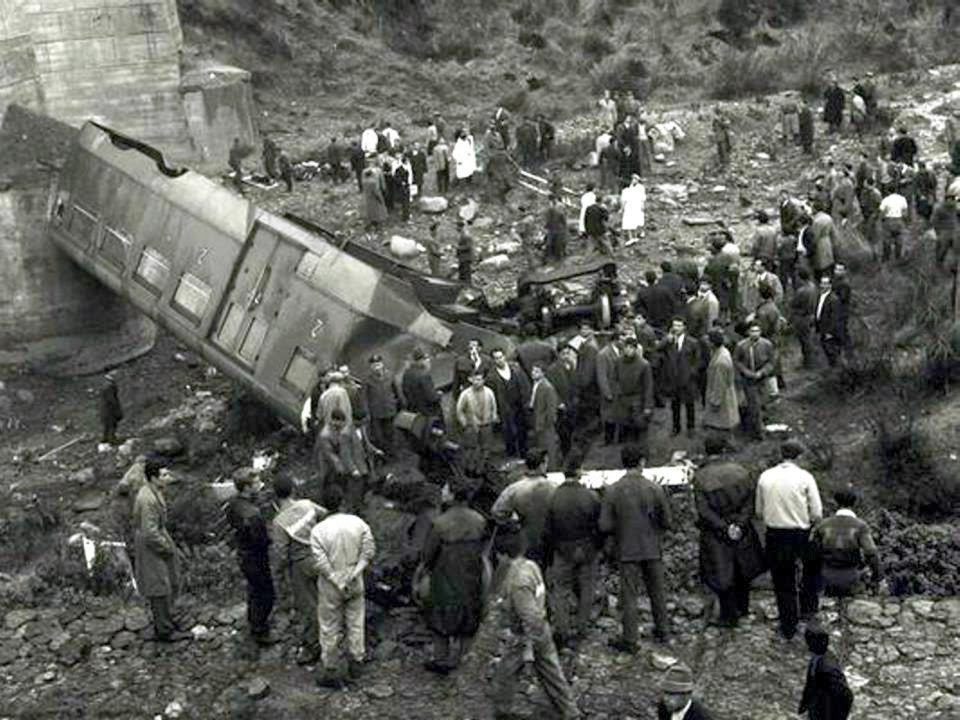
Opérations de secours.

Le train impliqué dans la catastrophe était composé d'un autorail diesel Breda M2.123 et d'une motrice Breda RA 1006. 
L'accident s'est produit alors que le train passait sur le viaduc courbé de Fiumarella, environ une heure après son départ de Soveria Mannelli pour Catanzaro à 6 h 43. Le train dérailla de la voie, en raison de la rupture du crochet de traction, et tomba dans la rivière en contrebas après une chute d'environ 40 mètres. À l'intérieur des wagons voyageaient 99 passagers, dont beaucoup d'étudiants. Soixante et onze d'entre-eux ont perdu la vie dans l'accident et 28 autres blessés à des degrés divers. Cela résulta comme la pire catastrophe ferroviaire en Italie en temps de paix. 

## Conséquences

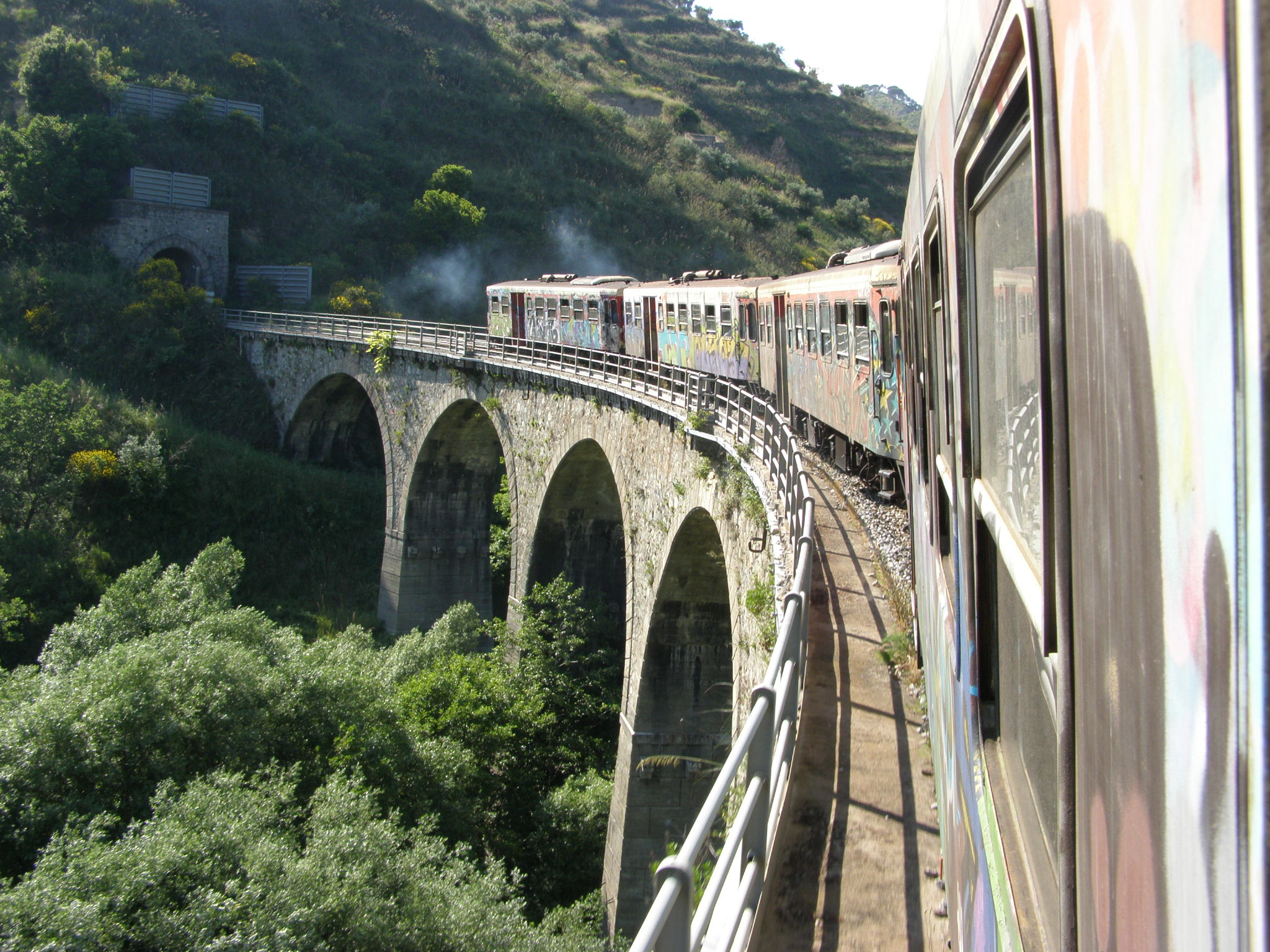
Le viaduc de nos jours.

L'incident déclencha un débat parlementaire houleux, conduisant à la révocation, par le gouvernement italien (par la loi 1855 du 23 décembre 1963), de l'octroi à la Società per le Strade Ferrate del Mediterraneo du droit d'exploitation de la ligne et au nommage d'un commissaire du gouvernement gérant de la Ferrovie Calabro Lucane, bien que l'enquête ait prouvé que le non respect de la vitesse par le mécanicien soit la cause du déraillement. 
Le trafic ferroviaire sur la ligne resta perturbé pendant quelques années ; le tronçon entre Catanzaro et Soveria Mannelli fut temporairement remplacé par des véhicules routiers. 
À Decollatura, lieu d'origine d'un nombre important de victimes, un monument a été érigé en leur mémoire. 